# 2014년 전국장애인체육대회
2014 전국장애인체육대회는 2014년 11월 4일부터 11월 8일까지 대한민국 인천광역시에서 열렸다. 이번 전국장애인체육대회는 세월호 침몰 사고로 연기되었던 제8회 전국장애학생체육대회와 통합해서 치르게 된다.

## 개요
- 대회명칭 : 2014 전국장애인체육대회 (제34회 전국장애인체육대회 및 제8회 전국장애학생체육대회)
- 개최기간 : 2014년 11월 4일 ~ 2014년 11월 8일
- 개최지 : 인천광역시
- 구호 : 다함께, 굳세게, 끝까지
- 참가인원 : 6,852명 (선수 5,101명, 임원 및 관계자 1,751명)
- 종별 : 일반부, 학생부
- 마스코트 : 아이로

## 종목

### 정식종목
| - 양궁 - 육상 - 배드민턴 - 보치아 - 사이클 - 휠체어펜싱 - 골볼 - 론볼 - 역도 - 유도 - 사격 - 축구 - 수영 | - 탁구 - 배구 - 농구 - 휠체어테니스 - 휠체어럭비 - 볼링 - 조정 - 댄스스포츠 |

## 경기장
공식대회
| 종목         | 소재지         | 경기장                    | 종별              | 세부종목  | 비고                                                |
| ------------ | -------------- | ------------------------- | ----------------- | --------- | --------------------------------------------------- |
| 골볼         | 남동구         | 만성중학교 체육관         | 시각장애          |           | 학생부 포함                                         |
| 농구         | 동구           | 송림체육관                | 전종별            |           | 휠체어 : 주경기장 / 지적 : 보조경기장 / 학생부 포함 |
| 댄스스포츠   | 중구           | 도원체육관                | 전종별            |           |                                                     |
| 론볼         | 남동구         | 인천대공원 론볼경기장     | 전종별            |           |                                                     |
| 휠체어럭비   | 연수구         | 선학체육관                | 전종별            |           |                                                     |
| 배구         | 부평구         | 삼산월드체육관            | 전종별            |           | 학생부 포함                                         |
| 배드민턴     | 남동구         | 남동체육관                | 전종별            |           | 학생부 포함                                         |
| 보치아       | 이천시(경기도) | 이천훈련원                | 전종별            |           | 학생부 포함                                         |
| 볼링         | 연수구         | 동남볼링장                | 학생부            |           |                                                     |
| 볼링         | 연수구         | 이삭볼링장                | 일반부            |           |                                                     |
| 사격         | 연수구         | 옥련국제사격장            | 전종별            |           |                                                     |
| 사이클       | 계양구         | 인천국제벨로드롬          | 전종별            | 트랙      |                                                     |
| 사이클       | 연수구         | 송도일원(APG코스)         | 전종별            | 도로      |                                                     |
| 수영         | 남구           | 문학박태환수영장          | 전종별            |           |                                                     |
| 양궁         | 계양구         | 계양아시아드양궁장        | 전종별            |           |                                                     |
| 역도         | 연수구         | 달빛축제공원(23호공원 내) | 전종별            |           | 학생부 포함                                         |
| 유도         | 사천시         | 사천실내체육관            | 시각장애/청각장애 |           |                                                     |
| 육상         | 서구           | 인천아시아드주경기장      | 전종별            | 트랙/필드 |                                                     |
| 육상         | 서구           | 아시아드주경기장 일원     | 전종별            | 마라톤    |                                                     |
| 조정         | 하남시(경기도) | 미사리조정경기장          | 전종별            |           | 학생부 포함                                         |
| 축구         | 남동구         | 남동공단근린공원          | 지적(11인제)      |           |                                                     |
| 축구         | 남동구         | 남동아시아드럭비경기장    | 뇌성(7인제)       |           |                                                     |
| 축구         | 남구           | 문학보조경기장            | 청각(11인제)      |           |                                                     |
| 축구         | 연수구         | 선학하키경기장            | 시각(5인제)       |           |                                                     |
| 탁구         | 강화군         | 강화고인돌체육관          | 전종별            |           | 학생부 포함                                         |
| 휠체어테니스 | 부평구         | 열우물테니스경기장        | 전종별            |           |                                                     |
| 휠체어펜싱   | 서구           | 서구실내게이트볼장        | 전종별            |           |                                                     |

사전대회
| 종목       | 소재지 | 경기장                     | 종별   | 세부종목 | 비고 |
| ---------- | ------ | -------------------------- | ------ | -------- | ---- |
| 태권도     | 수원시 | 경기대학교 체육대학 성신관 | 일반부 |          |      |
| 파크골프   | 고양시 | 성저파크골프장             | 일반부 |          |      |
| 당구       | 안성시 | 안성시체육관               | 일반부 |          |      |
| 게이트볼   | 수원시 | 여기산 게이트볼장          | 일반부 |          |      |
| 요트       | 평택시 | 평택호                     | 일반부 |          |      |
| 플로어볼   | 안성시 | 안성고등학교 체육관        | 학생부 |          |      |
| e-스포츠   | 안성시 | 안성중학교 체육관          | 학생부 |          |      |
| 디스크골프 | 화성시 | 화상체육공원(생태공원)     | 학생부 |          |      |
| 수영       | 오산시 | 오산스포츠센터             | 학생부 |          |      |
| 육상       | 평택시 | 소사벌레포츠타운           | 학생부 |          |      |
| 축구       | 평택시 | 소사벌레포츠타운           | 학생부 |          |      |

## 종합순위
개최지
| 순위 | 지역           | 점수    | 금  | 은  | 동  | 합계 |
| 1    | 경기도         | 227,583 | 136 | 132 | 115 | 383  |
| 2    | 인천광역시     | 205,476 | 99  | 85  | 79  | 263  |
| 3    | 서울특별시     | 152,105 | 65  | 82  | 91  | 238  |
| 4    | 대전광역시     | 145,236 | 84  | 65  | 61  | 210  |
| 5    | 충청북도       | 137,923 | 79  | 68  | 55  | 202  |
| 6    | 대구광역시     | 109,875 | 55  | 53  | 54  | 162  |
| 7    | 부산광역시     | 108,095 | 65  | 47  | 48  | 160  |
| 8    | 경상북도       | 103,534 | 48  | 77  | 71  | 196  |
| 9    | 광주광역시     | 99,400  | 38  | 37  | 46  | 121  |
| 10   | 충청남도       | 94,763  | 39  | 51  | 46  | 136  |
| 11   | 울산광역시     | 77,520  | 61  | 41  | 45  | 147  |
| 12   | 강원도         | 76,682  | 37  | 35  | 39  | 111  |
| 13   | 전라북도       | 66,218  | 28  | 38  | 26  | 92   |
| 14   | 제주특별자치도 | 60,761  | 26  | 30  | 41  | 99   |
| 15   | 경상남도       | 57,249  | 21  | 30  | 41  | 92   |
| 16   | 전라남도       | 52,098  | 18  | 21  | 35  | 74   |
| 17   | 세종특별자치시 | 2,704   | 0   | 2   | 0   | 2    |
| 총계 | 총계           | 총계    | 899 | 894 | 895 | 2688 |

- 학생부는 종합시상을 하지 않고 종목별 순위로만 시상을 한다.

## 최우수 선수상
최우수 선수상은 전국장애인체육대회 취재 기자단의 투표로 결정된다.
- 최우수 선수상(MVP) : 제주특별자치도 휠체어농구단 (제주특별자치도/농구)